# Timbaland
Timbaland (nascut com Timothy Z. Mosley el 10 de març de 1971 a Norfolk, Virgínia) és un productor estatunidenc de R&B i hip-hop, i raper l'estil del qual ha influït en ambdós gèneres. Amb el raper Magoo va ser membre del grup d'hip hop Timbaland & Magoo.
Timbaland és similar a productors com Phil Spector, Brian Eno o Norman Whitfield. Les cançons que produeix es caracteritzen pel seu so i instrumentació vinculats per una marca registrada d'espai i ritme. Com passa amb Spector i Whitfield, les produccions de Timbaland a vegades eclipsen al cantant i converteixen al productor en l'estrella real de la cançó.

## Biografia
Timbaland va créixer a Norfolk, Virgínia, on es va fer conegut amb Missy Elliott i Melvin Barcliff, el nom artístic del qual era Magoo. Al principi un DJ conegut com "DJ Timmy Tim", Timbaland va començar a fer cançons de hip hop en un teclat Casio que posseïa. Elliott va escoltar el seu material i sorpresa amb el seu ritme únic, va començar immediatament a treballar-hi. Després de diverses col·laboracions, el trio es va moure a Suffern (Nova York).
Elliott i el seu grup femení Sista van fer una prova per a DeVante Swing, productor i membre de l'exitós grup de R&B Jodeci. Devante va signar a Sista per al seu segell Swing Mob, i Elliott es va portar a Timbaland i Magoo amb ella. Mosely va començar a treballar per a Devante, que va reanomenar el jove productor amb el nom de Timbaland, a causa de les populars botes Timberland molt de moda al hip hop.
Sista i Timbaland & Magoo van formar part de la crew de Devante coneguda com "Da Bassment", signant artistes i grups com el cantant de R&B Ginuwine, el grup masculí Platja, i el femení Sugah. Timbaland va treballar produint en un gran nombre de projectes amb Devante, inclòs l'àlbum The Show, The After-Party, The Hotel del 1995 de Jodeci, i el debut de Sista, que va ser ajornat i mai va sortir a la venda.
Timbaland era també amic de Pharrell Williams, i va estar involucrat en projectes amb ell com SBI, o Surrounded By Idiots. Pharrell recordava en una entrevista:" En setè grau vaig conèixer el Txad. Això és ara fa vint anys. Com vaig dir abans, vam començar a produir junts. Però llavors de nou, també vaig treballar amb aquest grup famós que consistia a Timbaland, Magoo, jo mateix i algun altre tipus. Txad no era part del grup, llavors jo estava a The Neptunes i Surrounded By Idiots al mateix temps". Unes cançons produïdes pel grup es podien trobar per Internet, sent "Big White Spaceship" la més distribuïda.

## Premis
- Premis BET Hip-Hop
  - 2007 - Millor Productor
- Grammy
  - 2008 - Millor gravació de ball " LoveStoned /I Think She Knows"
  - 2008 - Millor interpretació vocal masculina (per "What Goes Around.../...Comes Around")
  - 2007 — Millor gravació de dansa “ SexyBack ”
  - 2007 - Millor col·laboració de rap (per " My Love ")
- L'elecció de les persones lectores
  - 2008 - Millor cançó de hip-hop " Give It to Me "

## Discografia

### Àlbums
- 1998  — Tim's Bio: Life from da Bassment
- 2007  - Valor de xoc
- 2009  - Valor de xoc II

### Solistes
- "Here We Come" amb Magoo, Missy Eliot i Darryl Pearson
- "Lobster & Shrimp" amb Jay-Z
- " Give It to Me " amb Justin Timberlake i Nelly Furtado
- "Throw It On Me" amb The Hives
- "The Way I Are" amb Keri Hilson , DOE i Sebastian
- " Apologize " amb OneRepublic
- " Scream " amb Keri Hilson i Nicole Scherzinger
- "Release" amb Justin Timberlake
- "Pass at me" amb Pitbull i David Guetta
- "Si alguna vegada ens tornem a trobar" amb Katy Perry
- "All Night Long" amb Demi Lovato
- "Morning After Dark" amb Nelly Furtado i Soshy

### En col·laboració
- 1997: Welcome to Our World (amb Magoo)
- 2001: Proposta indecent (amb Magoo)
- 2003: En construcció, part I (amb Magoo)